# Timothy Daniel Sullivan
Timothy Daniel Sullivan (ur. 29 maja 1827 w Bantry, zm. 31 marca 1914) – irlandzki nacjonalista, dziennikarz, polityk i poeta, autor hymnu God Save Ireland, brat Alexandra Martina Sullivana. W latach 1886–1888 pełnił funkcję burmistrza Dublina. 